# Call TV
Call TV was de naam van het belspelletjes-programmablok dat vanaf 7 oktober 1995 dagelijks op Veronica werd uitgezonden. In de volksmond worden soms belspelletjes in het algemeen als Call TV betiteld.
Het oorspronkelijke principe van Call TV was anders dan de latere belspelletjes, het was namelijk een programma waarin bellers oproepen konden plaatsen, gesprekjes voerden, interviews werden gedaan etc. en waar tevens een belspelletje in zat. Het werd dan ook gepresenteerd als kweekvijver voor nieuw talent en experimentele televisie. Bij zo'n spelletje werd geen uur volgepraat met aanwijzingen, maar kwamen regelmatig mensen in de studio met foute en goede antwoorden.
In 1997 werd Call TV omgedoopt tot Veronica Live. In 1999 verdween de naam Veronica Live en werden de programma's los van elkaar uitgezonden op RTL 5 en later Yorin. In 2001 verhuisden de programma's naar RTL 4, waar ze tot 2007 uitgezonden zijn.
Na vijfentwintig jaar keerde dit belspel eenmalig terug op Veronica in 2022. Ditmaal hoefden de bellers niet te betalen per telefoontje.

## Programma's
Onder Call TV en Veronica Live vielen verschillende programma's, zoals:
| Titel                                  | Presentatie |
| -------------------------------------- | --- |
| Liefdesnest (1995-1999)                | Christine van der Horst, Carolina Mout, Inge Ipenburg, Dorothé Straeter, Mike Starink                                                 |
| Love Is on the Air (1995)              | Carlo Boszhard |
| Travel Planner (1995)                  | Simone Faber |
| De Wekdienst (1995-1996)               | Jessica Broekhuis, Merel Holl, Ariane Meijer, Frédériek Voskens, Patrizia Wouter                                                      |
| Nachtbrakers (1995-1996)               | Hugo Metsers III, Sula de Jong, Jeroen Smits, Vincent ter Voert                                                                       |
| The Lounge (1995-1996, 1998)           | Mike Starink, Jasper Faber, Borka Florentinus, Huub Hangop                                                                            |
| Call Girls (1995-1998)                 | Babette van Veen, Guusje Nederhorst, Brigitte Nijman, Melise de Winter                                                                |
| Cracks of Kruks (1995-1998)            | Tim Immers, Jessica Broekhuis |
| De Winkel van Sinkel (1995-2000)       | Wim Rijken, Judith Ansems, Doesjka Dubbelt, Cindy Pielstroom, Caroline Sonneveld                                                      |
| PaNiek (1995-1996)                     | Niek Barendsen, Borka Florentinus, Huub Hangop                                                                                        |
| Klachten TV (1995-1996)                | Leo Driessen |
| De Droogkap (1995-1998)                | Jacques d'Ancona, Marga Bult, Wim Rijken, Carry Tefsen, Christine van der Horst, Mike Starink, Joost Buitenweg Invaller: Leo Driessen |
| Way of Life (1995-1999)                | Borka Florentinus, Sula de Jong, Lucille Werner, Jessica Broekhuis                                                                    |
| Leo Live (1996)                        | Leo Driessen, Jeroen Smits |
| Van 2 tot 4 op 6 (1996)                | Christine van der Horst, Borka Florentinus, Mike Starink, Wim Rijken, Cindy Pielstroom, Jessica Broekhuis, Jeroen Smits               |
| Op & Top (1996-1997)                   | Gaston Starreveld, Sven Ornelis, Doesjka Dubbelt, Jeroen Smits                                                                        |
| Terugkijken met... (1996-1997)         | Wim Rijken, Jeroen Smits, Leo Driessen, Jeroen van der Boom, Cindy Pielstroom                                                         |
| Happy Hour (1997)                      | Jeroen van der Boom, Jeroen Smits, Cindy Pielstroom, Mike Starink, Doesjka Dubbelt                                                    |
| Live Line (1997-1999)                  | Stella Gommans, Jeroen Smits, Cindy Pielstroom, Jeroen van der Boom, Jacqueline Aronson, Steven de Geus                               |
| Veronica Live Show (30 augustus 1997)  | Stella Gommans, Jeroen Smits |
| Veronica Live Kerst (24 december 1997) | John Williams, Stella Gommans, Cindy Pielstroom                                                                                       |
| Club Sandwich (1998-1999)              | Christine van der Horst, Doesjka Dubbelt, John Williams                                                                               |
| 1001 Nachten (3 juli 1998)             | Christine van der Horst, John Williams                                                                                                |
| Vegas Nights (1998-1999)               | Gaston Starreveld, Dave Nelissen |
| Gek Genoeg (1999)                      | Jeroen Smits |
| Studio 8 (1999)                        | Jeroen Smits, Monique Hugen, Dave Nelissen, Rachel Spier                                                                              |
| TVtalent (1999-2000)                   | Christine van der Horst |
| De Kluis (1999-2000)                   | Gaby van Nimwegen, Jeroen Smits, John Williams                                                                                        |
| Vibe Club (2000)                       | Steven de Geus |

Latere programma's op Yorin en/of RTL 5 en/of RTL 4 waren onder andere:
| Titel | Presentatie |
| --- | --- |
| Game Time (1995-2000, 2001-2003; Veronica/Yorin, RTL 4) - Game Time Nightz (1999; Veronica) | Pernille La Lau, Ariane Meijer, Judith Ansems, Jeroen van der Boom, Stella Gommans, John Williams, Doesjka Dubbelt, Jeroen Smits, Monique Hugen, Joost Buitenweg, Gaby van Nimwegen, Harold Verwoert, Caroline Sonneveld, Gisela Otto Game Time Nightz: Gaby van Nimwegen, Jeroen Smits, Monique Hugen |
| Nachtsuite (1998-1999, 2000-2006; Veronica/Yorin, RTL 5, RTL 7) | Christine van der Horst; Invallers: Doesjka Dubbelt, Gaby van Nimwegen, Valerie Zwikker, Mike Starink, Lutein van Kranen |
| Hollands Hollywood (1998; RTL 4) | Michael Pilarczyk, Lucille Werner |
| Millenniumspel (1999; RTL 4) | Hans van der Togt; Assistente: Ellemieke Vermolen |
| Big Entertainment Quiz (1999; RTL 4) | Stella Gommans, Doesjka Dubbelt, John Williams |
| TV Gek (1999; RTL 4) | Stella Gommans |
| Puzzeltijd (1999-2006; Veronica/Yorin, RTL 4, RTL 5) - Puzzeltijd Kids (2002; RTL 4) | Stella Gommans, Lucille Werner, Kim-Lian van der Meij, Valerie Zwikker, Ellemieke Vermolen, Monique Hugen, Marilou le Grand, Sanne Heijen, Odette Simons, Arlette Adriani, Denise Koopal, John Williams, Jeremy Sno, Kevin Brouwer, Lutein van Kranen, Doesjka Dubbelt, Dounia Lkoundi, Jacqueline Vizee, Nick Nielsen Puzzeltijd Kids: Marilou le Grand |
| Spitsuur (2000; RTL 5) | Jeroen Smits, Gaby van Nimwegen |
| Viva Oranje (2000; RTL 4) | John Williams |
| Jomanda (2001; Yorin) | Marga Bult |
| Lijn 4 (2001-2007; RTL 4) - Lijn 4 Belspel (2007; RTL 4) | John Williams, Doesjka Dubbelt, Gaby van Nimwegen, Mike Starink, Stella Gommans, Marilou le Grand, Nick Nielsen, Kristina Bozilovic, Joost van der Stel, Jaco Kirchjunger, Michiel Akkerman Lijn 4 Belspel: Martine Hauwert |
| Lunchroom (2001-2003; RTL 4) | Christine van der Horst; Invallers: Doesjka Dubbelt, Marilou le Grand, Mike Starink, Smadar Monsinos |
| Chris Kras (2003-2006; RTL 4) | Christine van der Horst; Invallers: Lutein van Kranen, Marilou le Grand, Mike Starink, Sanne Heijen |
| De Gossip Quiz (2003-2005; RTL 4) | Martijn van den Bergh, Dounia Lkoundi; Invallers: Joost van der Stel, Jeroen Smits |
| Chat Challenge (2003-2004; RTL 4) | Jeroen Smits, Lutein van Kranen |
| De Winkel van Sinkel (2003; tijdelijke terugkeer op RTL 4) | Gisela Otto, Lutein van Kranen, Caroline Sonneveld |
| Spotlight (2004-2005; RTL 4) | Caroline Sonneveld, Martijn van den Bergh; Invallers: Gisela Otto, Jeremy Sno, Kevin Brouwer |
| Wie Biedt? TV (2004-2005; RTL 4) | Riska Volkerts, Erik Peekel |
| 16 Miljoen Winnaars (2006-2007; RTL 4) | Kevin Brouwer, Gisela Otto; Inval: Sanne Heijen |
| vele (Bel)spelprogramma's waaronder (Veronica/Yorin, RTL 4, RTL 5): - Yes or No (1999-2001) - Woordzoeker (1999-2001, 2003-2005) - Top 5 (2000) - Spelevisie (2000-2001) - Trits (2000-2004) - Trits Kids (2001-?) - Zengi (2000-2001, 2002) - Link (2001) - Teleplay (2001-2003) - Vragenvuur (2001-2003, 2003-2004) - Telegames (2002-2006) - Weekstrijd (2003) - Dagstrijd (2003-2006) - Cluereka! (2004-2005) | Cluereka!: Sanne Heijen Dagstrijd: Marilou le Grand, Lutein van Kranen, Odette Simons, Sanne Heijen, Dounia Lkoundi Link: Caroline Sonneveld, Jeroen Smits Spelevisie: John Williams, Valerie Zwikker, Caroline Sonneveld, Gaby van Nimwegen, Jeroen Smits, Kim-Lian van der Meij, Remco van der Veen Telegames: Gisela Otto, Lutein van Kranen, Caroline Sonneveld, Christine van der Horst, Jeroen Smits Teleplay: Caroline Sonneveld, Gaby van Nimwegen, Jeroen Smits, Gisela Otto, Lutein van Kranen Trits & Trits Kids: Jeroen Smits, Valerie Zwikker, Doesjka Dubbelt Top 5: Doesjka Dubbelt, Sophia de Boer, Christine van der Horst, Harold Verwoert Vragenvuur: Valerie Zwikker, Jeroen Smits, Arlette Adriani, Gisela Otto Weekstrijd: Monique Hugen, Marilou le Grand Woordzoeker: Hans van der Togt, John Williams, Valerie Zwikker, Gaby van Nimwegen, Caroline Sonneveld, Gisela Otto Yes or No: Doesjka Dubbelt, Jeroen Smits, Kim-Lian van der Meij Zengi: Caroline Sonneveld, Gaby van Nimwegen, Jeroen Smits, Remco van der Veen, Kim-Lian van der Meij, Doesjka Dubbelt, John Williams |

## Buitenland[2]

### Dagstrijd
- Szybka Forsa - TVN 7 (Polen)

### Game Time
- Game Time - ??? (Zwitserland)

### Telegames
- Trele Morele - TVN 7 (Polen)

### Teleplay
- Mango - La7 (Italië)

### Yes or No
- Sì o No - La7 (Italië)

### Zengi
- Zengi - La7 (Italië)
- Łamisłówka - TVN 7 (Polen)